# نو یور میم
نو یور میم (به انگلیسی: Know Your Meme; KYM) یک وبگاه و مجموع ویدئویی می‌باشد که از فناوری نرم‌افزار ویکی استفاده می‌نماید تا میم‌های مختلف اینترنتی و سایر رویدادهای آنلاین از جمله ویدئوهای وایرال، ماکروهای تصویری، تیکه‌کلمات و سلبریتی‌های اینترنتی و موارد دیگری را ثبت کند و ارائه دهد.